# Marcel Dugas
Marcel Dugas (* 3. September 1883 in Saint-Jacques-de-L'Achigan/Québec; † 7. Januar 1947 in Montreal) war ein kanadischer Schriftsteller, Journalist und Literaturkritiker.

## Leben
Dugas besuchte von 1895 bis 1897 das Séminaire de Joliette und bis 1906 das Collège de l'Assomption. Darauf begann er ein Jurastudium an der Universität Laval. Zugleich veröffentlichte er Theaterkritiken in Zeitschriften wie Le Nationaliste, L'Action Française und Le Pays. Für seine Publikationen verwendete er u. a. die Pseudonyme Marcel Henry, Tristan Choiseul und Sixte Le Débonnaire. 1910 gewann er die Médaille de l'Alliance Française und setzte sein Studium an der Sorbonne in Paris fort.
Nach seiner Rückkehr nach Kanada gründete er 1918 mit Robert de Roquebrune die Zeitschrift Le Nigog. Von 1920 bis 1940 war er Archivar beim öffentlichen Archiv Kanadas in Paris, danach arbeitete er im Archiv der kanadischen Botschaft. Für seinen Essay Un Romantique canadien: Louis Fréchett erhielt er den Preis der Fondation Marcellin Guérin der Académie française.

## Werke
- Le Théâtre à Montréal (1911)
- Feux de bengale à Verlaine glorieux (1915)
- Psyché au cinéma (1916)
- Versions (1917)
- Apologies (1919)
- Confins (1921)
- Flacons à la mer (1923)
- Verlaine (1928)
- Littérature canadienne (1929)
- Cordes anciennes (1933)
- Un romantique canadien – Louis Fréchette (1934)
- Nocturnes (1936)
- Salve alma parens (1941)
- Pots de fer (1941)
- Notre nouvelle épopée (1941)
- Approches (1942)
- Paroles en liberté (1944)
- Lettres adressées à Marcel Dugas, 1912–1947 (1980)
- Poèmes en prose (1998)